# Cololejeunea micro-androecia
Cololejeunea micro-androecia là một loài Rêu trong họ Lejeuneaceae. Loài này được (Spruce) Schiffner ex Mizut. mô tả khoa học đầu tiên năm 1961.